# Neureclipsis melco
Neureclipsis melco är en nattsländeart som beskrevs av Ross 1947. Neureclipsis melco ingår i släktet Neureclipsis och familjen fångstnätnattsländor. Inga underarter finns listade i Catalogue of Life.